# Järkvissle
Järkvissle är en tidigare småort i Lidens socken i Sundsvalls kommun i Sverige. 2015 ändrade SCB definitionen av småorter, varvid bebyggelsen i Järkvissle inte längre uppfyllde kraven för att utgöra en småort.

## Bebyggelse
Trollska Galleriet skapades av konstnären, botanikern och vetenskapsmannen Rolf Lidberg 1980. Galleriet startades i samband med en tillfällig utställning i gamla EPA-huset i Sundsvall och etablerades därefter vid Kulturmagasinet. 2008 finns Trollska galleriet vid Indalsälvens dalgång, där även Rolf Lidberg Museet och Järkvissle Trollby återfinns. I Trollbyn finns café med konstutställning, ett naturum och Rolf Lidberg Museet vilket invigdes av Västernorrlands landshövding Gerhard Larsson 2008.